# Los Humildes
Los Humildes är en ort i Mexiko.   Den ligger i kommunen Tonalá och delstaten Chiapas, i den sydöstra delen av landet, 700 km sydost om huvudstaden Mexico City. Los Humildes ligger 1 meter över havet och antalet invånare är 176.
Terrängen runt Los Humildes är mycket platt. Havet är nära Los Humildes åt sydväst. Runt Los Humildes är det ganska glesbefolkat, med 50 invånare per kvadratkilometer. Närmaste större samhälle är Tonalá, 12,7 km öster om Los Humildes. Trakten runt Los Humildes består till största delen av jordbruksmark.